# Кириківська волость
Кириківська волость — адміністративно-територіальна одиниця Охтирського повіту Харківської губернії.
На 1862 рік до складу волості входили:
- слобода Кириківка;
- слобода Бакирівка;
- село Литовка;
- село Веселе;
- село Кам'янецьке.

Найбільші поселення волості станом на 1914 рік:
- село Кириківка — 4616 мешканців;
- село Бакирівка — 1135 мешканців;
- село Кам'янецьке — 1476 мешканців;
- село Кам'янка — 2110 мешканців;
- село Янків Ріг — 1054 мешканців;
- село Литовка — 1198 мешканців.

Старшиною волості був Бала Василь Терентійович, волосним писарем — Будзенко Петро Карпович, головою волосного суду — Мироненко Наум Іванович.